# Edwin C. Hahn
Edwin Charles Hahn (* 2. August 1888 in Maryland; † 1. Juni 1942 in Los Angeles) war ein US-amerikanischer Filmtechniker.

## Leben
Edwin C. Hahn war zusammen mit Roy Davidson bei Howard Hawks’ Fliegerfilm S.O.S. Feuer an Bord (Only Angels Have Wings, 1939) als Filmtechniker für die Spezialeffekte zuständig. Während Davidson hauptsächlich Miniaturmodelle von Gebäuden und Flugzeugen anfertigte, kümmerte sich Hahn primär um den Schnitt der Toneffekte. Für diesen von Columbia Pictures produzierten Film, in dem Cary Grant und Jean Arthur die Hauptrollen spielten, erhielten Hahn und Davidson eine Oscar-Nominierung in der Kategorie Beste Spezialeffekte. Sie konnten sich jedoch nicht gegen Fred Sersen und Edmund H. Hansen durchsetzen, die für ihre Spezialeffekte in Clarence Browns Nacht über Indien  (The Rains Came, 1939) ausgezeichnet wurden.   
Hahn, der nur bei diesem einen Film mitgewirkt hatte, starb 1942 im Alter von 53 Jahren in Los Angeles und wurde im Forest Lawn Memorial Park in Glendale beigesetzt.